# Bridgewater (Nova Scotia)
Bridgewater ist eine Stadt in Lunenburg County, Nova Scotia, Kanada am Ufer des LaHave River gelegen. Sie ist mit 8532 Einwohnern (Stand: 2016) die größte Stadt an der Südküste von Nova Scotia. Während der Großteil der Wirtschaft an der Südküste vom Tourismus lebt, ist Bridgewater ein kommerzielles und industrielles Zentrum. Einer der Hauptarbeitgeber ist eine Reifenfabrik des Herstellers Michelin.
Während die Mehrheit der kleineren Städte in Nova Scotia mit einem Rückgang der Wirtschaft und Einwohnerzahlen zu kämpfen haben, ist die Stadt Bridgewater eine der wenigen pulsierenden Städte, die neue Bewohner anlockt. So wuchs die Einwohnerzahl im Jahr 1991 von 6.700 auf 7.944 im Jahr 2006 und auf 8.241 im Jahr 2011.

## Geschichte
Die ersten europäischen Siedler kamen 1812 von den nahen Siedlungen aus Lunenburg und LaHave. Die Stadt wurde 1899 gegründet, kurz nachdem ein Feuer die Innenstadt zerstörte. Die Forstwirtschaft und ein großes Sägewerk waren lange Zeit des 20. Jahrhunderts der Hauptarbeitgeber. Eine Zeit des Niedergangs folgte, als das Sägewerk schloss, bis Michelin in den frühen 1970ern ein Werk eröffnete, das Arbeit für 1.000 Personen bot.
Seit den 1990er Jahren sucht die Stadt nach Lösungen für die Probleme vieler Kommunen in den Seeprovinzen Kanadas: Wirtschaftlicher Niedergang und Abwanderung der jungen Bevölkerung. Michelin blieb der größte Arbeitgeber der Stadt, was mithalf den ökonomischen Niedergang aufzuhalten, aber die jüngere Bevölkerungsschicht zu halten, welche wegzog, um Universitäten zu besuchen, war bisher nicht von Erfolg gekrönt. Um diesen Wegzug auszugleichen, vermarktet sich die Stadt als Alterswohnsitz, nicht nur für ältere Menschen, sondern auch für Bewohner des nahen Halifax.

## Söhne und Töchter der Stadt
- Donald Sutherland (1935–2024), Schauspieler
- Allan Blakeney (1925–2011), Politiker
- Glen Murray (* 1972), Eishockeyspieler und -funktionär; wuchs in Bridgewater auf